# عبدالمنعم ابوالفتوح

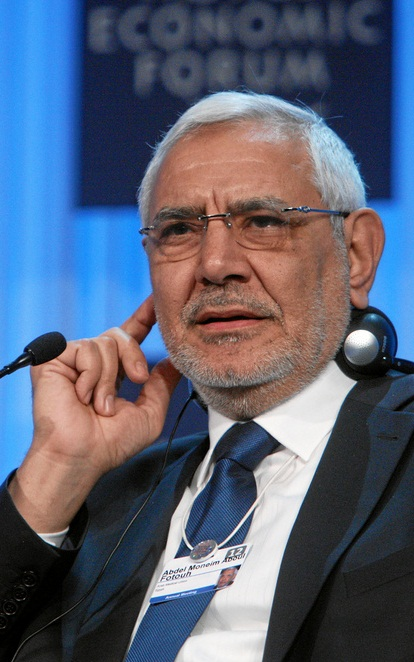
عبدالمنعم ابوالفتوح

عبدالمنعم ابوالفتوح (زادهٔ ۱۵ اکتبر ۱۹۵۱) پزشک و سیاستمدار اسلام‌گرای مصری است او دبیرکل اتحادیهٔ پزشکان مصر نیز بوده‌است. او یکی از نامزدهای انتخابات ریاست جمهوری مصر در سال ۲۰۱۲ بود.